# 13325 Валерінатаф
13325 Валерінатаф (13325 Valérienataf) — астероїд головного поясу, відкритий 18 вересня 1998 року.
Тіссеранів параметр щодо Юпітера — 3,639.